# Tres bellezas de nuestros días
Tres bellezas de nuestros días (当時三美人 Tōji San Bijin?), también conocido como Tres bellezas de la era Kansei (寛政三美人 Kansei San Bijin?) y Tres bellezas famosas (高名三美人 Kōmei San Bijin?), es un grabado xilográfico del pintor japonés especialista en ukiyo-e Kitagawa Utamaro, publicado cerca de 1793. La composición triangular representa los perfiles de tres «bellezas» famosas de la época: la geisha Tomimoto Toyohina y las camareras de ochaya (お茶屋?  literalmente «casa de té») Naniwaya Kita y Takashima Hisa.
En la década de 1790, Utamaro fue el principal artista ukiyo-e  en el género bijin-ga, siendo principalmente conocido por sus pinturas ōkubi-e, que se centran en las cabezas. Las tres mujeres en Tres bellezas de nuestros días eran modelos frecuentes en los retratos de Utamaro, y en esta obra en particular, cada una de ellas está adornada con un kamon. Los retratos están idealizados, y a primera vista sus rostros pueden parecer similares, pero es posible detectar diferencias sutiles en sus rasgos y expresiones: un nivel de realismo que, para la época, era inusual en el ukiyo-e, y un contraste con las bellezas estereotipadas de artistas como Harunobu y Kiyonaga. La impresión, publicada por Tsutaya Jūzaburō, fue hecha con varias planchas de madera (una para cada color) y el fondo fue espolvoreado con mica para producir un efecto centelleante. Se cree que la pintura fue muy popular, y el posicionamiento triangular se convirtió en una moda en la década de 1790. Utamaro produjo varias otras imágenes con la misma estructura de las mismas «tres bellezas», las cuales aparecieron en numerosos retratos de este y otros artistas.

## Contexto
El ukiyo-e (浮世絵?   lit. «pinturas del mundo flotante») floreció durante el período Edo de la historia de Japón, y tuvo como primeros objetos de retrato a las oiran, los actores kabuki, y otros oficios asociados al estilo de vida del «mundo flotante» de los yūkaku. Además de las pinturas, los grabados xilográficos producidos en masa eran una figura importante dentro del género. A mediados del siglo XVIII, las impresiones nishiki-e a todo color se hicieron comunes, imprimiéndose con un gran número de planchas de madera, una para cada color. A finales del mismo siglo hubo un apogeo tanto en la calidad como en la cantidad de obras. Un género prominente fue el bijin-ga (美人画?   lit. «imágenes de mujeres bonitas»), que a menudo representaba a las cortesanas y geishas en sus momentos de ocio, y los entretenimientos que podían encontrarse en los yūkaku.
Katsukawa Shunshō introdujo el estilo ōkubi-e en la década de 1760; él, junto a otros miembros de la escuela Katsukawa, como Shunkō, lo popularizó para el género yakusha-e, así como la técnica de espolvorear los fondos con mica para producir un efecto centelleante. Kiyonaga fue el retratista de «bellezas» preeminente en la década de 1780, y las bellezas altas y gráciles de sus obras tuvieron una gran influencia en Utamaro, quien le sucedería en fama. Utamaro estudió bajo la tutela de Toriyama Sekien, que había entrenado en la escuela Kanō. Alrededor de 1782, Utamaro se fue a trabajar para el editor Tsutaya Jūzaburō.
En 1791, Tsutaya publicó tres libros de Santō Kyōden del género literario sharebon, es decir, cuentos humorísticos acerca de los entretenimientos en las zonas rojas; considerándolos demasiado frívolos, el gobierno militar castigó al autor con cincuenta días esposado y multó al editor con la mitad de su propiedad. Su suerte se revirtió poco después con un nuevo éxito: Utamaro comenzó a producir los primeros retratos bijin ōkubi-e, adaptando el ōkubi-e al género del bijin-ga. Así, su popularidad restableció la fortuna de Tsutaya e hizo la de Utamaro.

## Descripción y análisis
Tres bellezas de nuestros días es considerado uno de los trabajos más representativos dentro de las primeras obras de Utamaro. Representa los perfiles de tres «bellezas» famosas del Edo de 1790 (actual Tokio). Las modelos de Utamaro no eran cortesanas, como podría esperarse en el ukiyo-e, sino mujeres jóvenes, conocidas en todo Edo por su belleza. Las tres eran modelos frecuentes en el arte de Utamaro, y a menudo aparecían juntas. Cada una está adornada con un kamon.
Posando en el centro está Tomimoto Toyohina, una famosa geisha de la casa Tamamuraya de Yoshiwara, una zona roja. Fue apodada «Tomimoto» porque tocaba música tomimoto-bushi con el shamisen. Al igual que las otras dos modelos, tiene un peinado similar al moño denominado shimada, muy popular en la época, pero en contraste con ellas, que visten ropas no tan elegantes, propias de las camareras de las casas de té, Tomimoto va vestida al estilo de una geisha ostentosa. El kamon de Tomimoto, una prímula japonesa, adorna la manga de su kimono.  Se desconoce la fecha de nacimiento de Toyohina.
A la derecha se encuentra Naniwaya Kita, también conocida como «O-Kita», quien era la conocida hija del dueño de una casa de té en Asakusa, cerca del templo Sensō-ji. Se dice que tenía quince años en el retrato, en el que lleva un kimono negro estampado y sostiene un abanico uchiwa impreso con el emblema de su familia: una paulownia.
En la izquierda se ve a Takashima Hisa, también llamada «O-Hisa», de Yagenbori, Ryōgoku, quien era la hija mayor de Takashima Chōbei, el dueño de una casa de té ubicada en su propio hogar llamado Senbeiya en la que Hisa trabajaba atrayendo clientes. Tradicionalmente se sitúa su edad en dieciséis años al momento en que se hizo el retrato, y hay una diferencia sutilmente perceptible en la madurez de las caras de las dos camareras de ochaya. Hisa sostiene una toalla de mano sobre su hombro izquierdo y una insignia de un roble daimio de tres hojas decora su kimono.

Insignias de las tres bellezas
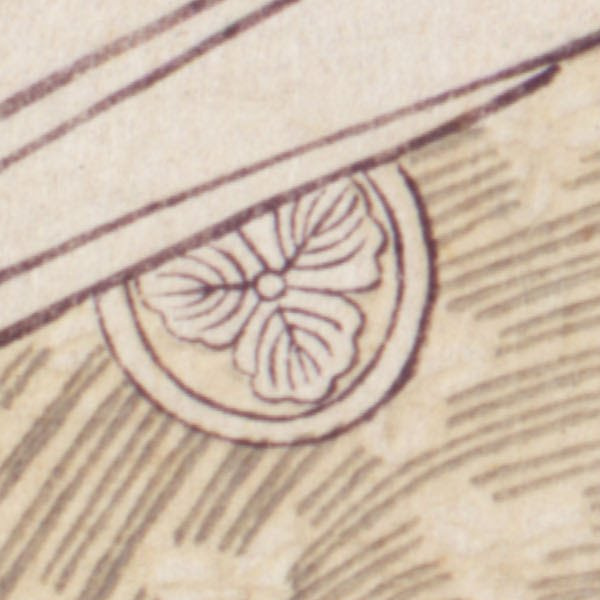
La insignia del roble daimio de tres hojas de Hisa
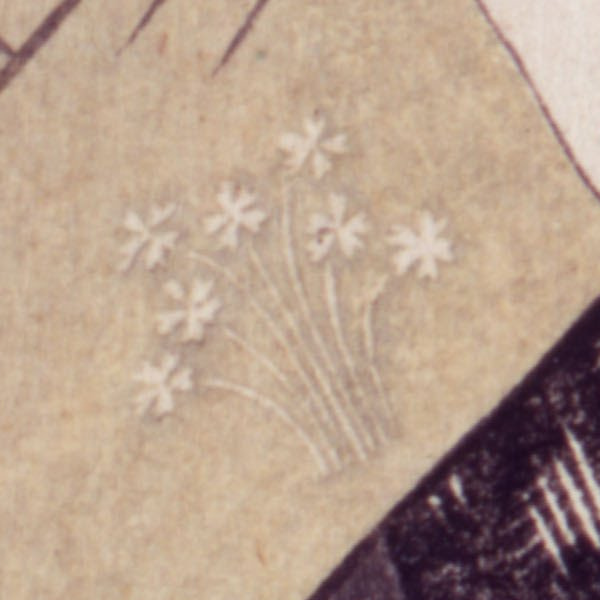
La insignia de la prímula japonesa de Toyohisa
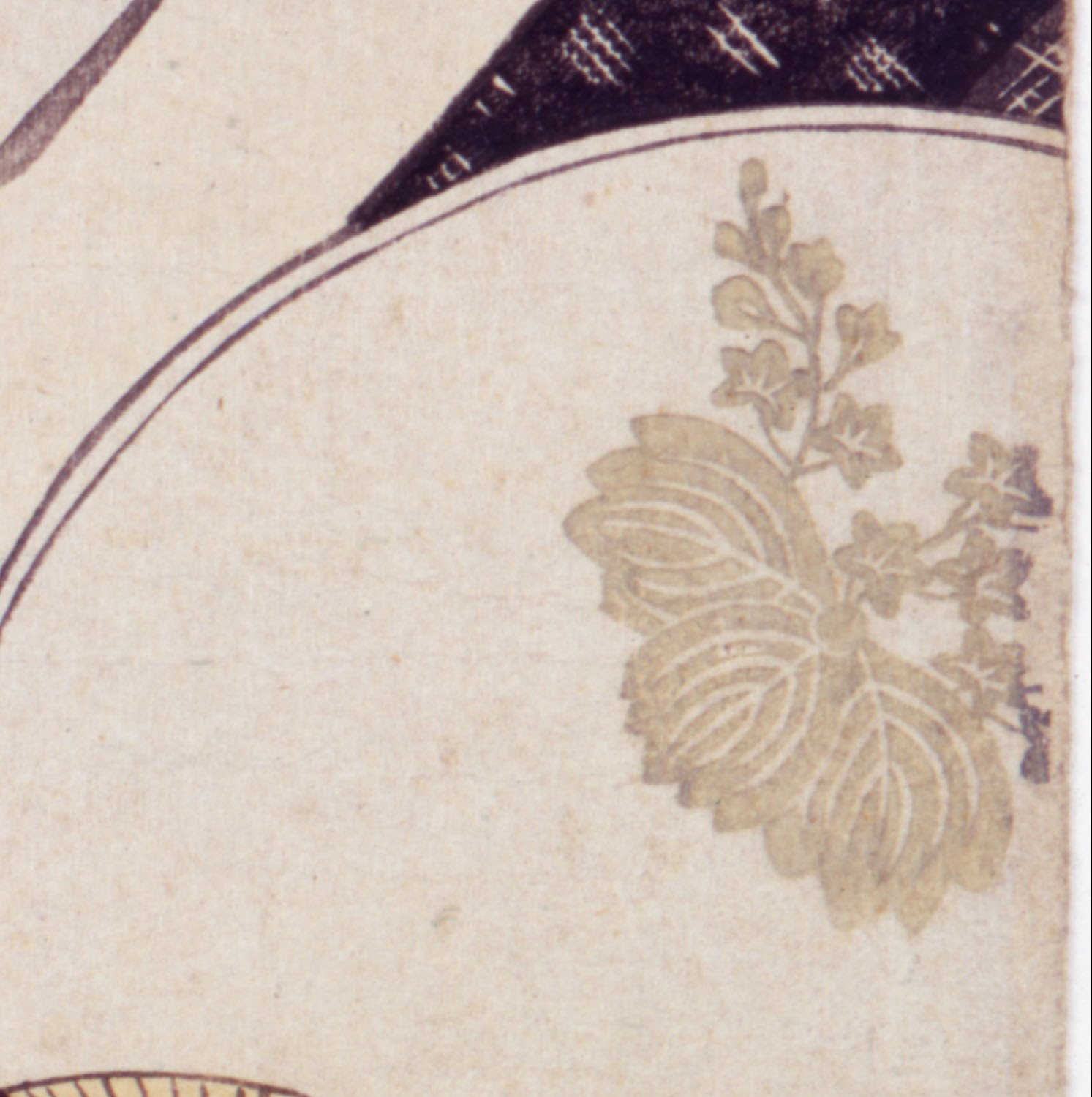
La insignia de la paulownia de Kita

En lugar de intentar capturar una representación realista de las tres, Utamaro idealiza sus semejanzas. Para muchos espectadores, los rostros en este y otros retratos de la época parecen poco individualizados, o tal vez nada en absoluto. Otros enfatizan las sutiles diferencias que distinguen a las tres en la forma de las bocas, narices, y ojos: Kita tiene mejillas regordetas y una expresión inocente; sus ojos tienen forma de almendra, y el puente de su nariz es alto; Hisa tiene una expresión más rígida y orgullosa, y el puente de su nariz es más bajo y sus ojos más redondos que los de Kita; las características de Toyohina están en un punto medio, y tiene un aire de ser mayor y más intelectual.
La impresión es un ōban vertical de 37.9 × 24.9, y es un nishiki-e, es decir, una impresión ukiyo-e a todo color hecha a partir de varias planchas de madera, una para cada color; los bloques entintados se presionan sobre papel japonés. Para producir el efecto centelleante, el fondo es espolvoreado con una variedad de la mica llamada moscovita. La imagen pertenece a los géneros del bijin-ga y el ōkubi-e, este último un género en que Utamaro fue pionero y al que se le asoció fuertemente.
La composición de las tres figuras es triangular, un arreglo tradicional al que Tadashi Kobayashi compara con Los catadores de vinagre, en que Confucio, Buda Gautama y Lao-Tse simbolizan la unidad del confucianismo, el budismo y el taoísmo; de manera similar, dice Kobayashi, Utamaro demuestra la unidad de las tres bellezas famosas en la impresión.

Retratos de las tres bellezas de Kansei por Utamaro
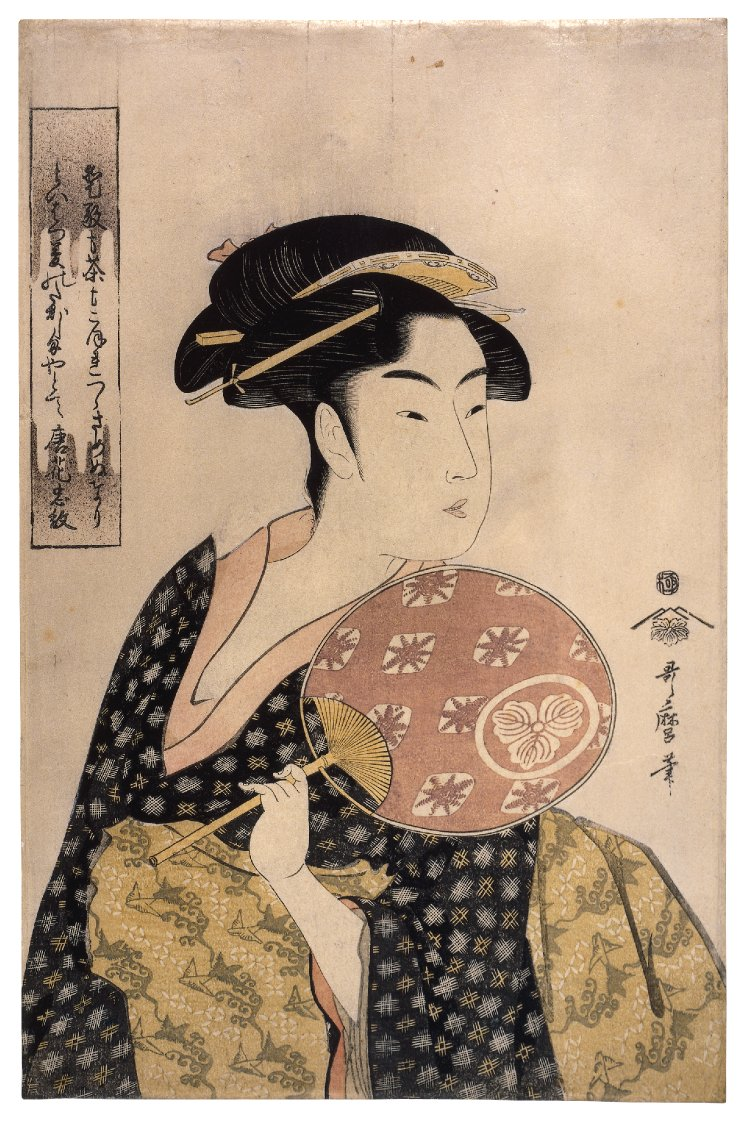
Takashima Hisa, c. 1792–93
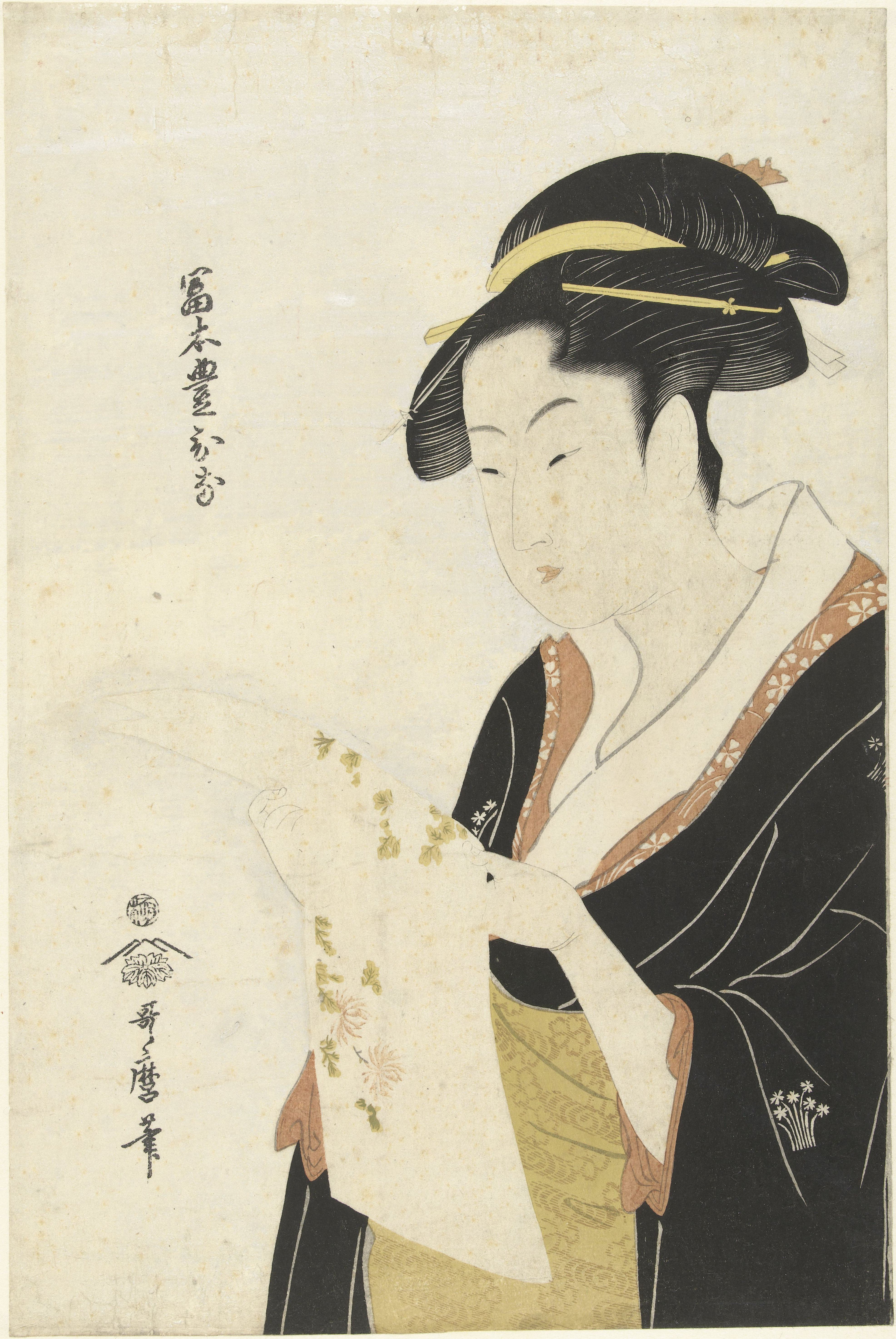
Tomimoto Toyohina, c. 1792–96
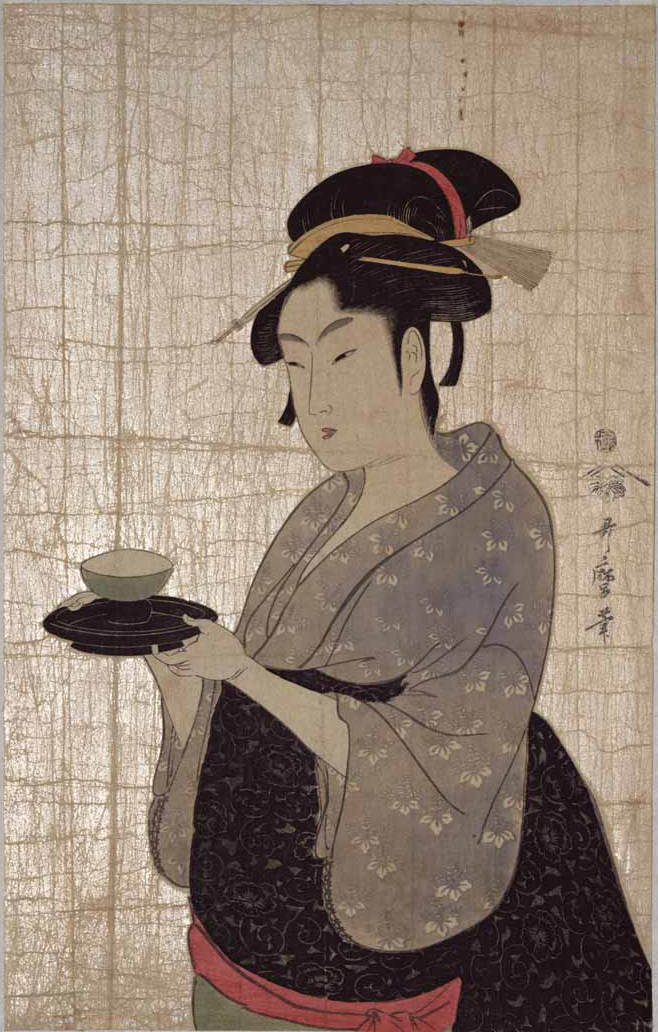
Naniwaya Kita, c. 1793

## Publicación y legado

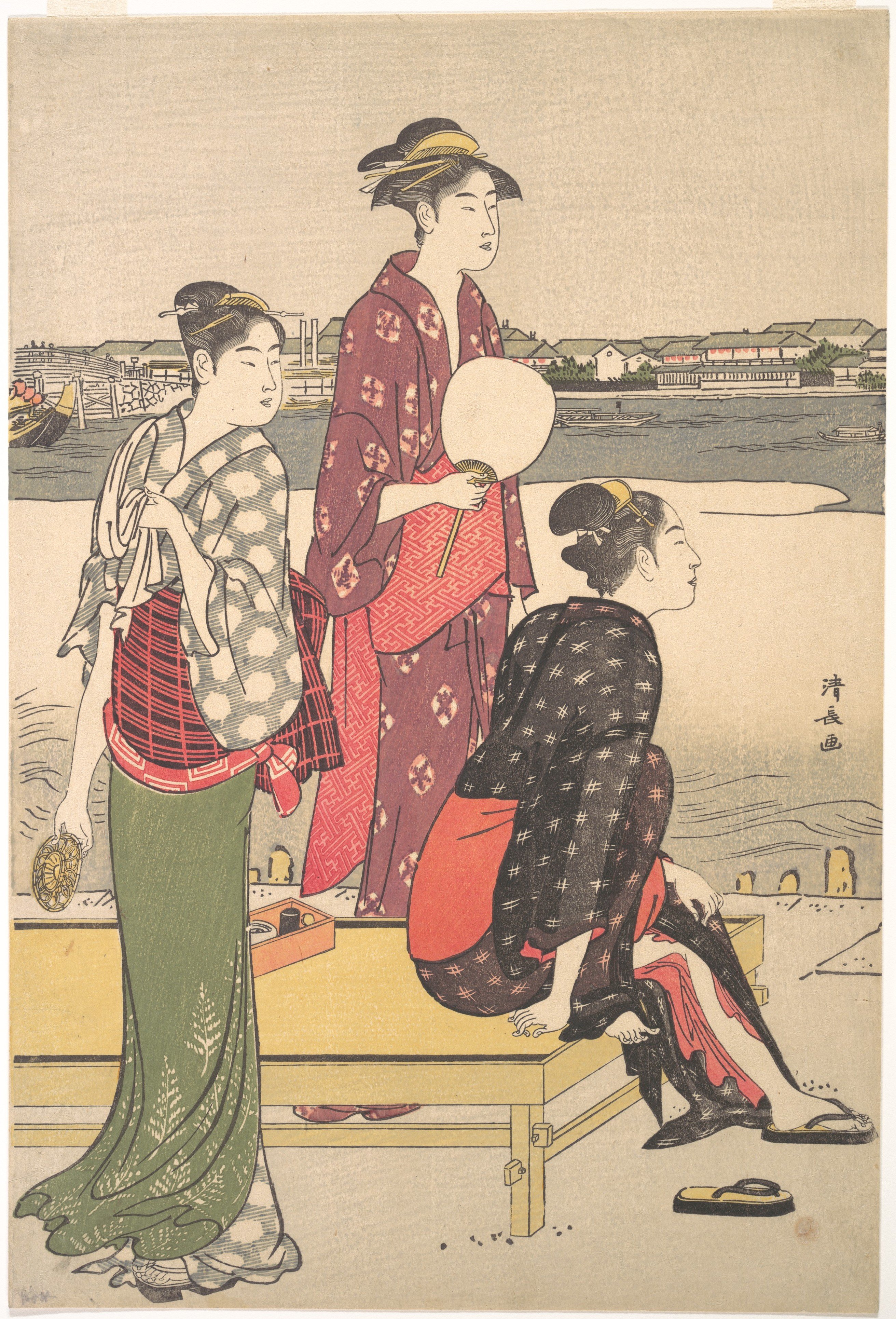
Tarde en los bancos del río Sumida (mitad derecha de un díptico). Las bellezas altas y gráciles de Kiyonaga tuvieron una gran influencia en Utamaro.

La obra fue diseñada por Utamaro y publicada por Tsutaya Jūzaburō en el cuarto o quinto año de la era Kansei (c. 1792–93). El sello editorial de Tsutaya está impreso a la izquierda, sobre la cabeza de Hisa, y un sello de censor redondo aparece justo por encima de este. La firma de Utamaro aparece impresa en la parte inferior izquierda. Fumito Kondō considera revolucionario al grabado; esas caras expresivas e individualizadas no se ven en las figuras estereotipadas de las obras de los predecesores de Utamaro, como Harunobu o Kiyonaga, y era la primera vez en la historia del ukiyo-e que las «bellezas» eran parte de la población urbana en general, y no de los yūkaku.
Los registros indican que Kita fue altamente valorada en los «rankings» de las casas de té, y que admiradores curiosos inundaron la casa de té de su padre; se dice que esto le hizo ser arrogante y dejar de servir té a menos que se le pidiera. Hisa tenía una valoración más baja, aunque a pesar de eso parece haber sido bastante popular; un comerciante rico ofreció 1500 ryō por ella, pero sus padres se negaron y continuó trabajando en la casa de té. Utamaro tomó ventaja de esta rivalidad en su arte, llegando incluso a retratar a las dos camareras tirando de la soga y en otras competiciones, con sus barrios y deidades asociadas apoyándolas: la deidad guardiana budista Fudō Myō-ō, asociada con Yagenbori, apoyando a Hisa; Guanyin, la Diosa de la Misericordia, asociada con el templo Sensō-ji en Asakusa, apoyando a Kita.
El posicionamiento triangular de las tres figuras se convirtió en una moda en la década de 1790. Las Tres bellezas de la era Kansei normalmente se refiere a las tres que aparecen en esta impresión; en ocasiones, Utamaro reemplazaba a Toyohina con Kikumoto O-Han. Utamaro retrató las tres bellezas en la misma composición tres o cuatro años más tarde en una impresión llamada Tres bellezas, en la que Hisa sostiene un platillo de taza de té en la mano izquierda en lugar de un pañuelo, y Kita sostiene su abanico con ambas manos. Para Eiji Yoshida, las figuras en este grabado carecen de las personalidades que suponían el atractivo de la anterior. Yoshida piensa lo mismo de las personalidades indiferenciadas de una impresión posterior con la misma composición triangular: Tres bellezas sosteniendo bolsas de aperitivos, publicado por Yamaguchiya. Como testimonio de su popularidad, los tres modelos aparecieron a menudo en las obras de otros artistas, y Utamaro siguió usándolas en otras obras, individualmente o en parejas.
No hay registros de las cifras de ventas de obras ukiyo-e de la época en que se hizo la impresión. Determinar la popularidad de una impresión requiere medios indirectos, uno de los cuales es comparar las diferencias con las copias sobrevivientes. Por ejemplo, cuantas más copias se imprimen, más se desgastan las planchas de madera, lo que resulta en la pérdida de claridad y detalles de la línea. Otro ejemplo es que, en tiradas posteriores, a menudo los editores realizaban cambios en los planchas. Los investigadores utilizan pistas como éstas para determinar si los grabados se reimprimieron con frecuencia, como una señal de su popularidad. El grabado original de Tres bellezas de nuestros días tenía el título en forma de marcador en la esquina superior derecha con los nombres de las tres bellezas a su izquierda. Se cree que solo dos copias de este grabado sobrevivieron; están en las colecciones del Museo de Bellas Artes en Boston, y el Museo Koishikawa Ukiyo-e en Tokio. Las impresiones posteriores no tienen el título, los nombres de las bellezas, o ambas cosas, y la posición de los sellos del editor y de censor varía ligeramente. Las razones de estos cambios están sujetas a especulaciones, como que las bellezas pudieron haberse distanciado, o su fama pudo haber caído. Sobre la base de pistas, como por ejemplo estos cambios, los investigadores creen que esta impresión fue un éxito bastante popular para Utamaro y Tsutaya.

Conjunto de retratos de las tres bellezas de Kansei por Utamaro
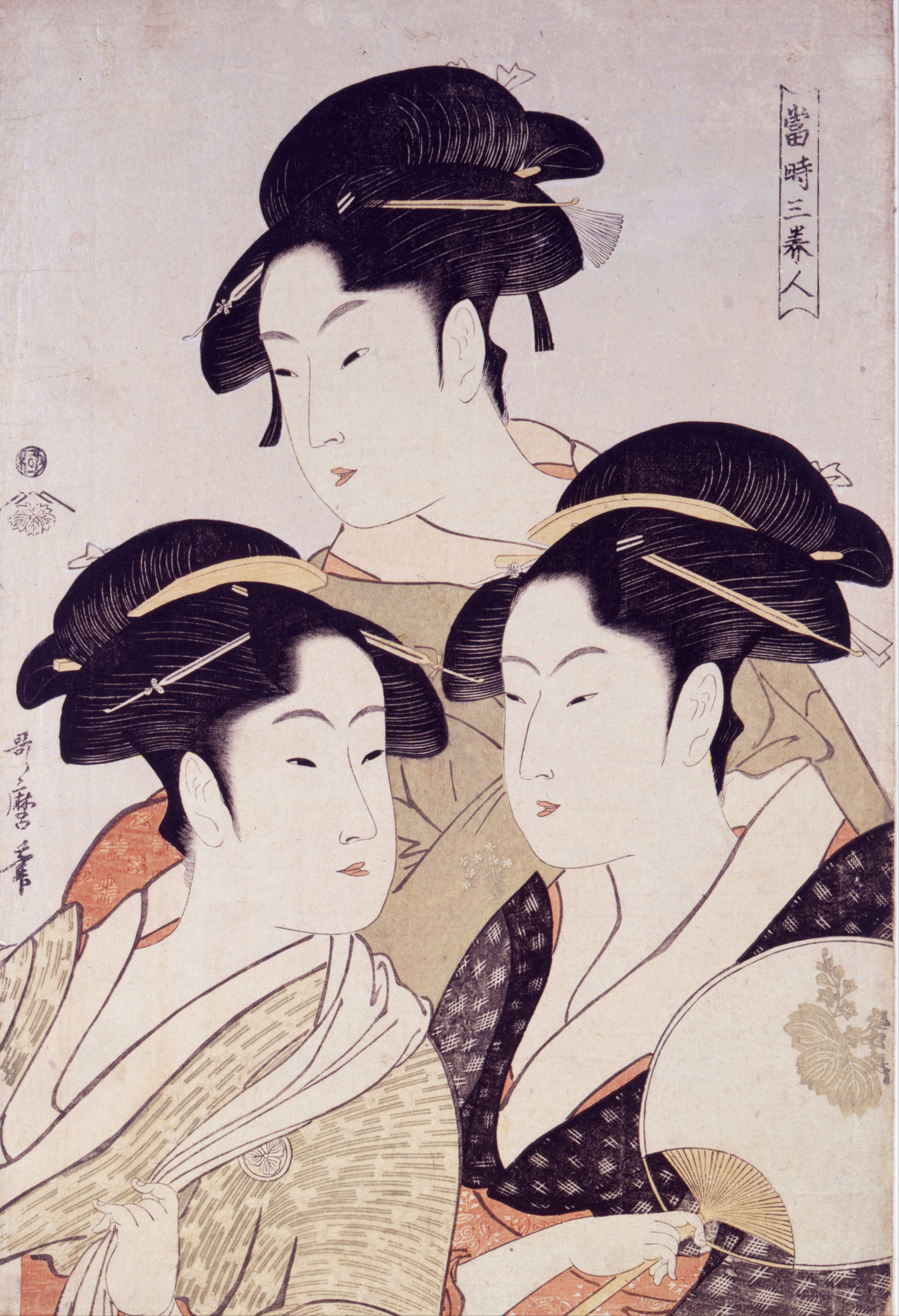
Las variaciones aparecieron en impresiones posteriores. En esta copia del Museo de Bellas Artes de Boston faltan los nombres.
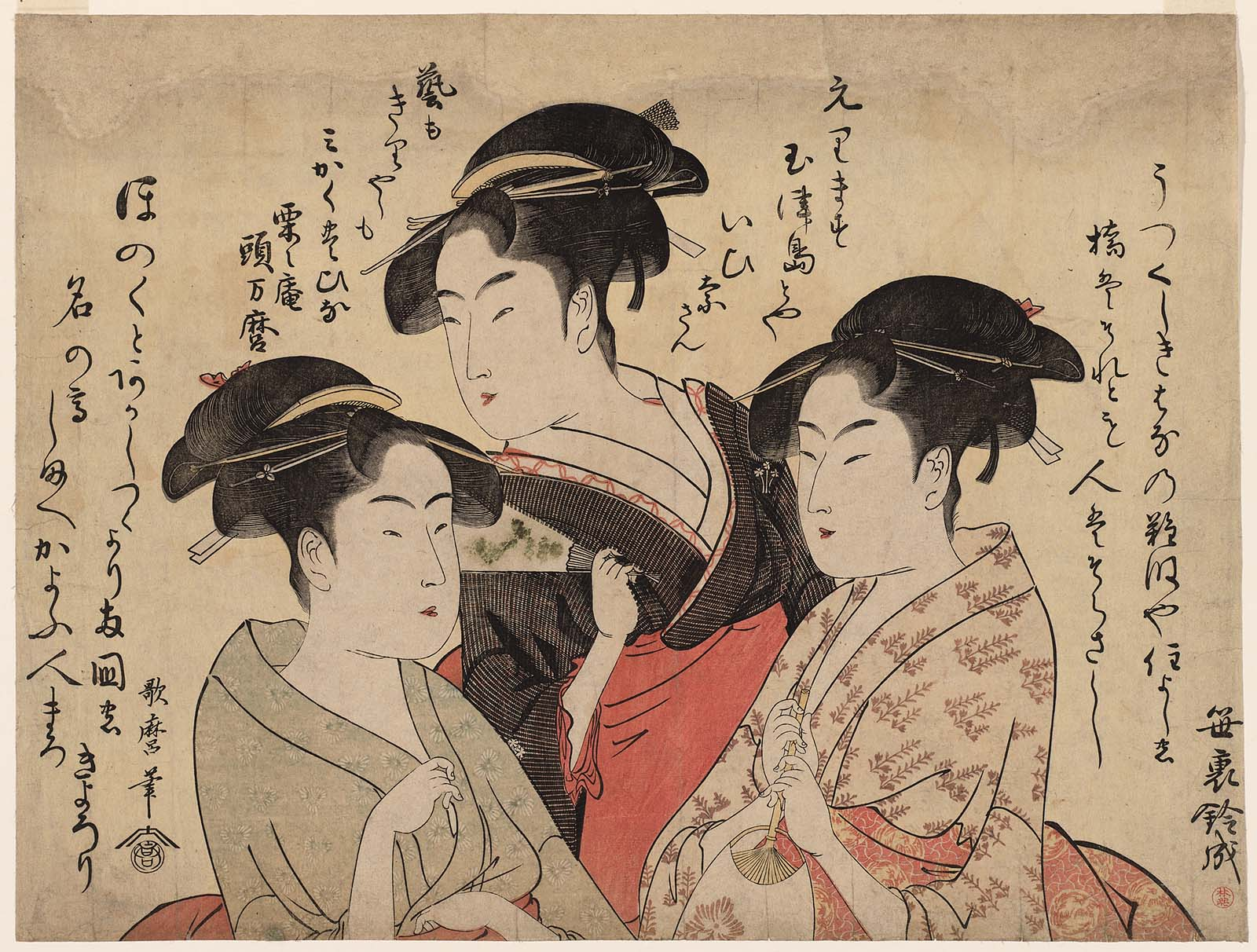
Tres bellezas, c. 1792–93
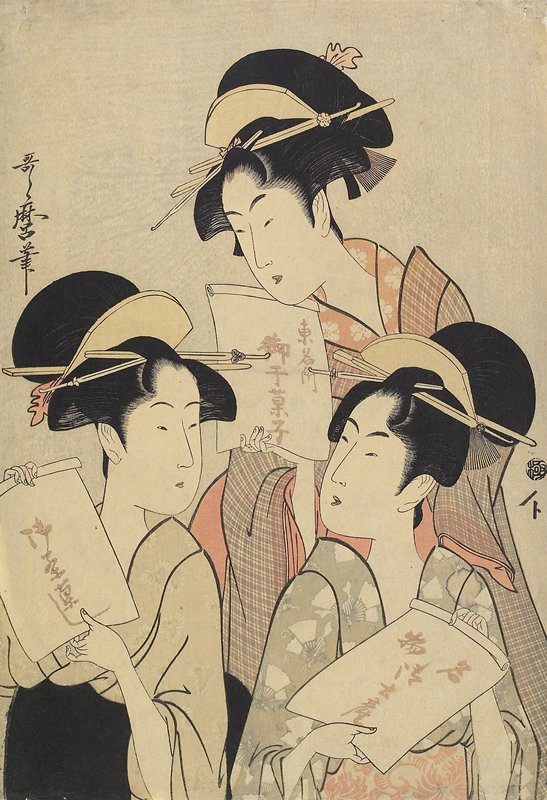
Tres bellezas sosteniendo bolsas de aperitivos, c. 1790

### Obras citadas
- Davis, Julie Nelson (2004). «Artistic Identity and Ukiyo-e Prints: The Representation of Kitagawa Utamaro to the Edo Public».  En Takeuchi, Melinda, ed. The Artist as Professional in Japan (en inglés). Stanford University Press. pp. 113-151. ISBN 978-0-8047-4355-6.
- Fitzhugh, Elisabeth West (1979). «A Pigment Census of Ukiyo-E Paintings in the Freer Gallery of Art». Ars Orientalis (Freer Gallery of Art, The Smithsonian Institution and Department of the History of Art, University of Michigan) 11: 27-38. JSTOR 4629295.
- Gotō, Shigeki, ed. (1975). 浮世絵大系 [Ukiyo-e Compendium] (en japonés). Shueisha. OCLC 703810551.
- Harris, Frederick (2011). Ukiyo-e: The Art of the Japanese Print. Tuttle Publishing. ISBN 978-4-8053-1098-4.
- Hickman, Manny L. (1978). «当時三美人» [Three Beauties of the Present Day]. 浮世絵聚花 [Ukiyo-e Shūka] (en japonés). Museo de Bellas Artes, Boston, 3. Shogakukan. pp. 76-77. ISBN 978-4-09-652003-1.
- Kobayashi, Tadashi; Ōkubo, Jun'ichi (1994). 浮世絵の鑑賞基礎知識 [Fundamentals of Ukiyo-e Appreciation] (en japonés). Shibundō. ISBN 978-4-7843-0150-8.
- Kobayashi, Tadashi (1997). Ukiyo-e: An Introduction to Japanese Woodblock Prints. Kodansha International. ISBN 978-4-7700-2182-3.
- Kobayashi, Tadashi (2006). 歌麿の美人 [Utamaro's Beauties] (en japonés). Shogakukan. ISBN 978-4-09-652105-2.
- Kondō, Fumito (2009). 歌麿抵抗の美人画 [Utamaro: Bijin-ga in Opposition] (en japonés). Asahi Shimbun Shuppan. ISBN 978-4-02-273257-6.
- Kondō, Ichitarō (1956). Kitagawa Utamaro (1753–1806). Traducido por Charles S. Terry. Tuttle. OCLC 613198.
- Lane, Richard (1962). Masters of the Japanese Print: Their World and Their Work. Requiere subscripción. Doubleday. OCLC 185540172. Archivado desde el original el 10 de diciembre de 2020. Consultado el 20 de agosto de 2017.
- Matsui, Hideo (2012). 浮世絵の見方 [How to View Ukiyo-e] (en japonés). Seibundō Shinkōsha. ISBN 978-4-416-81177-1.
- Nichigai Associates (1993). 浮世絵美術全集作品ガイド [Complete Guide to Works of Ukiyo-e Art] (en japonés). Nichigai Associates. ISBN 978-4-8169-1197-2.
- Nihon Ukiyo-e Kyōkai (1980). 原色浮世絵大百科事典 [Original Colour Ukiyo-e Encyclopaedia] (en japonés) 7. Nihon Ukiyo-e Kyōkai. ISBN 978-4-469-09117-5.
- Yasumura, Toshinobu (2013). 浮世絵美人解体新書 [Deconstruction of Ukiyo-e Beauties] (en japonés). Sekai Bunka-sha. ISBN 978-4-418-13255-3.
- Yoshida, Eiji (1972). 浮世絵事典　定本 [Ukiyo-e Dictionary Revised] (en japonés) 2 (2 edición). Gabundō. ISBN 4-87364-005-9.

- Datos: Q18210019
- Multimedia: Three Beauties of the Present Day / Q18210019